# Классификация Фанарова — Райли
Классификация Фанарова — Райли — это классификация радиогалактик, созданная Б. Фанаровым и Ю. Райли в 1974 году и основанная на распределении яркости радиоизлучения по отношению к поверхностной яркости галактики. Фанаров и Райли провели исследование 57 радиогалактик и квазаров, излучение которых чётко регистрировалось на частоте 1,4 ГГц или 5 ГГц. Астрономы смогли разделить их на 2 класса, используя отношение расстояния между областями самой высокой поверхностной яркостью на противоположных сторонах центральной галактики или квазара к общей протяжённости источника.
Класс I (сокращённо FR-I) — это класс радиоисточников, светимость которых уменьшается с увеличением расстояния от центральной галактики или квазара.
Класс II (FR-II) — это класс радиоисточников, светимость которых увеличивается к краям галактики.
Это различие важно, потому что оно представляет прямую связь между светимостью галактики и тем, как энергия переносится из центральной области и преобразуется в радиоизлучение во внешних частях.

## FR-I
Объекты этого класса ярче в центре и тусклее на периферии. Они имеют более крутой спектр излучения. В подавляющем большинстве у радиогалактик FR-I обнаружены джеты. Чаще всего галактики этого класса являются большими галактиками и располагаются в больших и массивных скоплениях галактик, с рентгеновским излучением. При быстром движении через скопления, газ галактики под действием ударных волн может смещаться, что в свою очередь может исказить симметричную структуру излучения.

## FR-II
Объекты этого класса ярче на периферии и тусклее в центре. В спектре галактик присутствуют широкие эмиссионные линии. Такие объекты ярче других радиогалактик и достаточно изолированы. Зачастую у них наблюдается только один джет.